# فابيان جارسيا
فابيان جارسيا (بالفرنسية: Fabien Garcia)‏ (14 يوليو 1994 في فرنسا - ) هو لاعب كرة قدم فرنسي في مركز الدفاع.

## روابط خارجية
- فابيان جارسيا على موقع قاعدة بيانات كرة القدم.إي يو (الإنجليزية)
- فابيان جارسيا على موقع Soccerway.com (الإنجليزية)
- فابيان جارسيا على موقع AS.com (الإسبانية)